# Sciapus antennatus
Sciapus antennatus är en tvåvingeart som beskrevs av Becker 1922. Sciapus antennatus ingår i släktet Sciapus och familjen styltflugor.
Artens utbredningsområde är Peru. Inga underarter finns listade i Catalogue of Life.